# آيو سكاي
آيو سكاي هي مصارعة محترفة يابانية ولدت في 8 مايو 1990، تعمل حالياً في دبليو دبليو إي في قسم إن إكس تي. تُعرف سابقًا باسم آيو شيراي.

## روابط خارجية
- آيو شيراي على موقع دبليو دبليو إي (الإنجليزية)
- آيو شيراي على موقع WrestlingData.com (الإنجليزية)
- آيو شيراي على موقع CageMatch worker (الإنجليزية)
- آيو شيراي على موقع قاعدة بيانات المصارعة على الإنترنت (الإنجليزية)
- آيو شيراي على موقع عالم المصارعة على الإنترنت (الإنجليزية)